# Cesare Masini
Cesare Masini (Bologna, 3 dicembre 1812 – Bologna, 20 giugno 1891) è stato un pittore e scrittore italiano.

## Biografia
Pittore, storiografo, drammaturgo e poeta, fu direttore della Pinacoteca Nazionale di Bologna dal 1882 al 1891. Nel 1888 pubblicò una Storia della Pinacoteca di Bologna.

## Scritti
- La voce. Componimento poetico-faceto in sesta rima, Firenze, presso F. Agostini, 1835.
- La profana commedia o Zibaldone satiro-giocoso del professore Cesare Masini, bolognese pittore storico, Firenze, Passigli, 1844.
- Aggiunte e variazioni ad un progetto di statuto per la Pontificia Accademia di Belle Arti in Bologna, Bologna, Società Tipografica Bolognese, 1849?
- Raccolta completa delle poesie giocose del professor-segretario Cesare Masini, Bologna, presso Mattiuzzi e De Gregorj, 1846.
- Un voto patrio-artistico, Bologna, Regia tipografia, 1861.
- Di una innovazione in pittura : avviso ai giovani artisti, Bologna, Regia Tipografia, 1862?
- Dell'arte e dei principali artisti di pittura, scultura e architettura in Bologna dal 1777 al 1862, Bologna, Regia tipografia, 1862.
- Per la festa italiana del centenario di Dante Alighieri. Sestine, Bologna, Costantino Cacciamani, 1865.
- Del movimento artistico in Bologna dal 1855 al 1866 per Cesare Masini in occasione della Esposizione universale di Parigi del 1867, Bologna, Regia Tipografia, 1867.
- Il professore Luciano Scarabelli in Bologna. Sestine giocose, Bologna, Regia tipografia, 1867.
- Progetto di un nuovo statuto per le accademie nazionali di belle arti del Regno d'Italia, Bologna,, Regia tipografia, 1870.
- Vita del commendatore Carlo Arienti pittore storico di S. M. il Re d'Italia, Bologna, Regia tipografia, 1873.
- Congresso pedagogico. Ditirambo, Bologna, Zanichelli, 1874.
- Lo spirito di Lodovico Ariosto nella grotta di Merlino l'anno 1875. Canti tre, Bologna, Regia Tipografia, 1875.
- Il monumento Galvani e la nuova scuola. Poemetto storico-critico-artistico, Bologna, N. Zanichelli, 1880.
- Cenni storici sulle belle arti in Bologna pubblicati dalla locale giunta distrettuale per l'Esposizione generale italiana in Torino, Bologna, Regia tipografia, 1884.
- Il portico di S. Giacomo in Bologna. Sestine, Bologna, Regia Tipografia, 1886.
- Storia della Pinacoteca di Bologna, Bologna, Regia tipografia, 1888.